# 康世臣
康世臣（1474年—？），字良佐，神木衛千户所軍籍，順天府薊州（今天津市薊州區）人，明朝政治人物。

## 生平
正德二年（1507年）丁卯科順天府鄉試第一百十九名。正德六年（1511年）考中辛未科進士第三甲第三十名。後來出任祁门县知县、山東濟寧州知州。

## 家族
曾祖父是康友義；祖父是康福；父親康定，曾出任通判。前母王氏 （贈安人）；許氏；王氏 （封安人）。哥哥是康九叙，弟弟是康世麟、康世鳳。